# Gyarmati Laura
Gyarmati Laura (Budapest, 2003. december 23. –) magyar színész, szinkronszínész.

## Szinkronszerepei

### Film
| Cím                                          | Szereplő            | Színész                   |
| -------------------------------------------- | ------------------- | ------------------------- |
| Kókusz Kokó, a kis sárkány                   | Ananász             | Sarah Alles               |
| Snoopy és Charlie Brown – A Peanuts film     | Patty               | Anastasia Bredikhina      |
| Az utolsó boszorkányvadász                   | Elizabeth           | Sloane Coombs             |
| Barbie: Csillagok között                     | Tündér              |                           |
| Beépített tudat                              | Emma Pope           | Lara Decaro               |
| Mélytengeri pokol                            | Sydney              |                           |
| Palackposta                                  | Magdalena           | Olivia Terpet Gammelgaard |
| Szenilla nyomában                            | Turista osztálytárs |                           |
| Vándorsólyom kisasszony különleges gyermekei | Fiona               | Georgia Pemberton         |
| Zootropolis – Állati nagy balhé              | Nyuszi              |                           |
| Vigyázz, kész, szörf 2.                      | Kate                | Zoe Lulu                  |
| Totál gáz (2016/2017)                        | Lison               | Josephine Callies         |

### Televízió
| Cím                                                 | Szereplő        | Színész               |
| --------------------------------------------------- | --------------- | --------------------- |
| Fargo                                               | Molly Solverson | Raven Stewart         |
| Lucifer az Újvilágban                               | Trixie          | Scarlett Estevez      |
| Liv és Maddie                                       | Ruby            | Lauren Lindsey Donzis |
| Elif – A szeretet útján                             | Tugce           | Zeynep Ögren          |
| Evermoor titkai                                     | Lacie (1. hang) | India Ria Amarteifio  |
| A zűr közepén                                       | Harley Diaz     | Jenna Ortega          |
| Nicky, Ricky, Dicky és Dawn                         | Dawn Harper     | Lizzy Greene          |
| Elena, Avalor hercegnője                            | Bella           | Mckenna Grace         |
| BOSZI Akadémia                                      | Jessie Novoa    | Julia Antonelli       |
| Miraculous – Katicabogár és Fekete Macska kalandjai | Manon Chamack   | Marie Nonnenmacher    |
| The Last of Us                                      | Ellie           | Bella Ramsey          |
| Csoda Kitty                                         | Azaz            | Lucian Perez          |